# Bitka za Verdun
Bitka za Verdun ili Verdunska bitka je bila najduža i jedna od najznačajnijih i najkrvavijih bitaka Prvog svjetskoga rata na Zapadnom frontu. Odvijala se od 21. veljače do 18. prosinca 1916. u blizini Verduna između Francuske i Njemačke. U bitci je poginulo oko 250 000 vojnika, a oko 500 000 je ranjeno.

## Simbolika Verduna
Igrao je značajnu ulogu u obrani strateški važnog položaja na rijeci Mezi. Hunski vođa Atila nije uspio zauzeti grad. Prilikom podjele Franačke 843. Verdunskim sporazumom, Verdun je postao dijelom Svetog Rimskog Carstva. Vestfalskim mirom iz 1648. Verdun je pripao Francuskoj. Imao je značajnu ulogu i tijekom Francusko-pruskog rata 1870. Predstavljao je zaštitu od njemačkih napada duž istočne granice Francuske, pa je između Verduna i Toula izgrađena jaka utvrđena linija. Verdun je štitio sjeverni prolaz prema nizinama Champagne i na taj način sve prilaze Parizu. Tijekom 1914. Verdun je odolijevao njemačkim napadima. Utvrđenja su izdržala napade i najtežih topova poput "Debele Berte". Vojska se nalazila u tvrđavi izgrađenoj u 17. stoljeću. Do kraja 19. stoljeća izgrađen je podzemni kompleks, koji je služio kao radionica, arsenal, bolnica i vojarna.

## Pozadina
Nijemci nisu uspjeli pobijediti brzo, odmah na početku rata, kako je bilo predviđeno Schlieffenovim planom. Zbog toga se rat pretvorio u rovovski rat, u kome nijedna strana nije ostvarivala nikakve značajnije prodore. Tijekom 1915. bilo je pokušaja prodora. Nijemci su pokušali kod Ypresa u Drugoj bici kod Ypresa, Britanci kod Neuve Chapelle, a Francuzi u Champagni. Svi ti pokušaji su propali, a završili su ogromnim brojem žrtava.
Njemački zapovjednik vrhovnog štaba Erich von Falkenhayn je vjerovao da se Francuzi mogu pobijediti ako im se nanesu strašno veliki gubici, iako nije vjerovao da je prodor moguć. Planirao je napad na položaje s kojih se Francuzi nisu mogli povući zbog strateških razloga, ali i zbog nacionalnog ponosa. Na taj način im je namjeravao nametnuti iscrpljujuću bitku, bitku do uništenja. Za tu svrhu je odabran Verdun, grad heroj u Francusko-pruskom ratu, koji je bio strateški veoma važno mjesto, jer je čuvao prolaz prema Parizu. U odabiranju mjesta napada Falkenhayn je tražio mjesto koje je bilo povoljno za Nijemce. Verdun je bio izoliran s tri strane. Veze Verduna s osatkom francuske su bile dosta loše. Njemačka željeznica je bila udaljena samo 20 kilometara, dok su Francuzi morali dopremati pojačanje jednim putem. Falkenhayn je očekivao da će Francuzi fanatički ulaziti u smrtnu zamku. Falkenhayn je poručio caru da ne namjerava izvesti klasičnu vojnu pobjedu, nego planira Verdun kao sredstvo za uništenje francuske vojske. Ipak postoje pojedini stručnjaci koji smatraju da Falkenhayn nije zamislio Verdun kao bitku u kojoj će masivnim pokoljem iscrpiti francusku vojsku, nego da je naknadnim memoarima opravdavao svoje namjere.

## Bitka
Verdun je bio jako loše branjen, jer su topovi bili uklonjeni s okolnih tvrđava, ali dobri obavještajni podaci i loše vrijeme, koje je odgodilo njemački napad, omogućili su Francuzima da dopreme na brzinu dvije divizije u Verdun. Bitka je počela 21. veljače 1916. bombardiranjem koje je trajalo 9 sati. Ispaljeno je milijun granata iz 1 200 topova na 40 kilometara dugom bojištu. Poslije toga uslijedio je napad 3 armijska korpusa (3., 7. i 18. njemački vojni korpusi). Nijemci su po prvi put koristili bacače plamena da bi se očistili francuski rovovi. Do 23. veljače Nijemci su napredovali 5 kilometara i zauzeli su Boa de Kore (Bois des Caures) te potisnuli Francuze. Tek poslije toga su Francuzi shvatili ozbiljnost napada. Druga linija obrane i 30. francuski korpus su zamalo stradali 24. veljače, ali spasio ih je dolazak 20. korpusa. Novopristigla vojska odmah je uključena u borbu. Tu večer zapovjednik francuskog vrhovnog štaba general de Castelnau savetovao je Josepha Joffrea da pošalje francusku 2. armiju pod Pétainovim zapovjedništvom na Verdun. Nijemci su uspjeli 25. veljače osvojiti ključno francusko utvrđenje tvrđavu Duomon. Castelnau je postavio generala Philippea Pétaina za komandanta Verdunskog područja i naredio francuskoj 2. armiji da se uključi u bitku. Njemački napad je usporen u selu Duomon odlučnom obranom francuske 33. pješadijske pukovnije i velikim padanjem snijega. To je dalo Francuzima vremena da dopreme 23 000 tona naoružanja i da dobiju 90 000 novih vojnika na Verdunskom bojnom polju.
Kao i u svim drugim ofenzivama na Zapadnom frontu Nijemci su tijekom napredovanja izgubili topovsku zaštitu. Pošto se bojno polje neprekidnim bombardiranjem pretvorilo u gomile mulja bilo je jako teško pokretati topove. Napredovanje je osim toga Nijemce doveo na domet francuskih topova na zapadnoj obali Meuse. Svako novo napredovanje njemačke vojske postajalo je sve "skuplje", pogotovo što su jedinice njemačke 5. armije napadale u valovima prema jugu duž istočne obale rijeke. Kada su konačno zauzeli selo Duomon 2. ožujka 1916. potpuno su uništene 4 njemačke pukovnije.
Pošto nisu mogli napredovati frontalno, Nijemci su pokušali bočno. Napali su brdo Le Mort Homme 6. ožujka i tvrđavu Vaux 8. ožujka. Za tri mjeseca teškog ratovanja Nijemci su zauzeli naselja Cumières i Chattancourt zapadno od Verduna, a tvrđava Vaux se predala 2. lipnja 1916. Gubitci su bili izuzetno veliki na obje strane. Petain je pokušao sačuvati svoju vojsku ostajući u obrambenoj poziciji, ali on je smjenjen 1. svibnja. Zamijenio ga je general Robert Nivelle, koji je bio više orijentiran na napade. Njemački sljedeći cilj je bio tvrđava Souville. Nijemci su 22. lipnja 1916. upotrijebili bojni otrov, a sljedeći dan napali su sa 60 000 vojnika, osvajajući bateriju u Thiaumontu i selo Fleury. Međutim, Nijemci nisu uspjeli osvojiti tvrđavu Souville.
Borbe oko nje nastavile su se do 6. rujna. Početak Bitke na Sommi koja je počela 1. srpnja 1916. prisilio je Nijemce da povuku dio topova na Sommu da bi se suprotstavili englesko-francuskoj ofenzivi na sjeveru.
Do jeseni njemačka vojska je bila iscrpljena. Erich von Falkenhayn je smijenjen, a zapovjednik vrhovnog štaba je postao Paul von Hindenburg zajedno s Erichom Ludendorffom. Francuzi su započeli protunapadom 21. listopada 1916. Tvrđava Duomon je gađana novim topovima od 400 mm, pa su je Francuzi osvojili 24. listopada. Nijemci su 2. studenog izgubili tvrđavu Vaux i povlačili se. Konačna francuska ofenziva započela je 11. prosinca i vratila je Nijemce na polazne položaje.

## Žrtve
Za Centralne sile je bilo ključno da neprijatelju nanesu mnogo više gubitaka, nego što neprijatelj nanese njima. U Verdunskoj bitci Francuska je imala veće gubitke, ali nije to bilo u omjeru 2:1 kako su se Nijemci nadali, iako je njemačka vojska bila brojnija od francuske u toj bitci. Francuski gubitci su bili ogromni. Francuski maršal Petain je inzistirao na rotaciji vojske, koja se bori kod Verduna. Takvom rotacijom 70% francuske vojska imalo je priliku da se upozna s užasom Verduna.

## Značaj
Bitka za Verdun je poznata kao "Verdunski mlin za meso" ili kao "Meusin mlin", a postala je simbol francuske odlučnosti. Uspjesi sustava fiksnog utvrđivanja doveli su kasnije do usvajanja Maginotove linije kao metoda francuske obrane između dva svjetska rata.

## Vanjske poveznice
- (engl.) First World War: Verdun
- (engl.) Third Reich Books: Verdun

Sestrinski projekti
|  | Zajednički poslužitelj ima stranicu o temi Bitka za Verdun    |
|  | Zajednički poslužitelj ima još gradiva o temi Bitka za Verdun |